# Ålidhemstunneln
Ålidhemstunneln je silniční tunel v centru švédského města Umeå, který spojuje východní část se zbytkem města. Vede pod Tunnelbackenem. Je asi 350 metrů dlouhý a byl postaven jako široký tunel s přepážkou a dvěma jízdními pruhy v každém směru. Otevřen byl v roce 1992.
Byl postaven z nutnosti lepší a rychlejší komunikace mezi východní a centrální městskou částí. Nová bytová část Tomtebo byla také ve výstavbě, což znamenalo zvýšené budoucí objemy dopravy.